# Смирнов Юрій Миколайович (актор)
Юрій Миколайович Смирнов (нар. 6 листопада 1938) — радянський і російський актор театру, кіно і телебачення. Народний артист Росії (1997).

## Біографія
У 1963 році закінчив Театральне училище імені Б. Щукіна і в тому ж році був прийнятий в трупу Московського театру драми і комедії (Театр на Таганці), де працює і донині.
В кіно знімається як актор другого плану. Дебютував в 1961, але популярність отримав після ролі Гаврили у фільмі «Бумбараш» в 1971. Запам'ятався глядачам у ролях: Петро Петрович Поліпів в телесеріалі «Вічний поклик», ювелір Анатолій Якович в серіалі «На розі, у Патріарших» та інших.
Син Максим Смирнов — кіно- і телережисер.

## Громадська позиція
11 березня 2014 підписав звернення діячів культури Російської Федерації на підтримку політики президента Путіна в Україні. Мерзотник не тільки в фільмах, а таким є в житті. Від генів не втечеш. Правим був генерал О. Лебідь, коли стверджував, що - "Дурак - это не признак ума, это такой ум".